# Lispocephala fusca
Lispocephala fusca este o specie de muște din genul Lispocephala, familia Muscidae, descrisă de Malloch în anul 1928. Conform Catalogue of Life specia Lispocephala fusca nu are subspecii cunoscute.